# توماس تاكر
توماس تاكر (بالإنجليزية: Thomas Tucker)‏ (9 فبراير 1796 بديفون في المملكة المتحدة - 25 سبتمبر 1832 في المملكة المتحدة) هو لاعب كريكت بريطاني (وحمل سابقاً جنسية المملكة المتحدة لبريطانيا العظمى وأيرلندا ومملكة بريطانيا العظمى). لعب مع نادي جامعة كامبريدج للكريكيت ‏.